# 佐々木有司
佐々木 有司（ささき ゆうし）は、日本の法制史学者。日本大学法学部教授。日本大学法科大学院教授。東京都練馬区在住。

## 経歴
- 1963年　東京大学法学部第一類（私法）卒
- 1963年　東京大学法学部助手
- 1966年　東京大学法学部助教授
- 1978年　東京大学を辞職[1]
- 1980年　日本大学法学部教授
- 2003年　日本大学比較法研究所長
- 2005年　日本大学法学部図書館長

- この間、名古屋大学・九州大学・上智大学等非常勤講師

国際大学史学会・比較法史学会・法文化学会等理事

## 著書・論文
- 『法学史』東京大学出版会（共著）
- 『西洋法制史料選』創文社（共編著）
- 『ヨーロッパ法史論』創文社（ヘルムート・コーイング訳書）
- 「人文主義法学の創始者アンドレア・アルチャート」（日伊文化研究19）
- 「イルネリウス像の歴史的再構成」（日本法学49巻2号）
- 「コバルビアスの合意論における宣誓」（比較法史研究12）
- 「17・18世紀の国家思想家たち―帝国公（国）法論・政治学・自然法論」（柳原正治共著）